# 무안 성남리 석장승
무안 성남리 석장승(務安 城南里 石長牲)은 대한민국 전라남도 무안군 무안읍 성남리, 남산공원에 서 있는 2기의 돌장승이다. 1987년 6월 1일 전라남도의 민속문화재 제25호로 지정되었다.

## 개요
남산공원에 서 있는 2기의 돌장승으로, 원래는 성남리 후청마을 남문밖에 세워 마을로 들어오는 잡귀를 막고, 사람들의 소원을 이루어 주는 수호신적 기능을 하였던 것이었으나, 1984년 5월 이곳으로 그 자리를 옮겼다.
붉은 반점이 있는 화강암을 이용해 거친 사각 기둥 형태로 만들었으며, 각각 몸체에는 ‘동방대장군’, ‘서방대장군’이라 새겨 놓았다. 동방대장군은 크기 199cm, 폭 37cm, 두께 33cm이고, 서방대장군은 높이 177cm, 폭 37cm, 두께 22cm이다. 동방대장군의 머리에는 관모를 쓰고, 눈은 치켜 올라갔으며 귀는 쪽박귀 형태, 코는 우뚝한 삼각형에, 입은 ‘一자’모양으로 다물고 있다. 서방대장군은 민대머리 모양이며, 다른 부분은 동방대장군과 비슷하다. 매년 음력 정월에 풍년과 평안을 비는 의미에서 장승 앞에 음식을 차려놓고 거릿제를 지냈으나, 1972년 2월 이후에는 당산제가 없어졌다.
석장승의 제작년도는 조선 영조 17년(1741) 향약계 고문서의 기록에 이 마을 당산제에 대한 언급이 남아 있어 이 시기의 것으로 추정된다.

## 참고 자료
- 무안성남리석장승 - 국가유산청 국가유산포털